# Chamanismo manchú

Símbolo etnorreligioso manchú.

El chamanismo manchú es la religión étnica practicada por la mayoría de los manchú, el mayor grupo tungús, en China. También se le puede llamar chamanismo manchú, en virtud de que la palabra «chamán» es originaria de lenguas tunguses šamán («hombre del conocimiento»), más tarde aplicado por los eruditos occidentales a prácticas religiosas similares en otras culturas. 
Es una religión animista y politeísma, que cree en varios dioses y espíritus, pero que tiene de manera similar al tengrianismo un cielo universal-Dios llamado Apka Enduri ('Dios del Cielo') que es la vida y la creación. Las deidades (enduri) animan todos los aspectos de la naturaleza, y se cree que la adoración de estos dioses trae favores, salud y prosperidad. Muchas de las deidades son originales de los antepasados de Manchu kins, y las personas con el mismo apellido son generadas por el mismo dios.
Los chamanes son personas de habilidad, fuerza y sensibilidad inusuales, capaces de percibir y predecir los caminos de los dioses. Están dotados de la función social de llevar a cabo las ceremonias de sacrificio y acercarse a las deidades pidiéndoles intervención o protección. Debido a sus habilidades, los chamanes son personas de gran autoridad y prestigio. Normalmente, cada familia manchú tiene su propio chamán.
Los ritos religiosos populares manchúes fueron estandarizados por el emperador Qianlong (1736-96) en el «Ritual de sacrificio del Manchú a los dioses y al cielo» (Manjusai wecere metere kooli bithe), un manual publicado en los idiomas manchú en 1747 y  chino, (Manzhou jishen jishen jitian dianli) en 1780. Con la conquista del poder imperial en China (dinastía Qing) la gente manchú adoptó gradualmente el idioma chino y asimiló en la religión china, aunque la religión popular manchú persiste con un carácter distinto dentro de la religión china más amplia.

## Historia

### Rituales
El estudio de la religión manchú suele distinguir dos tipos de rituales, el «doméstico» y el «primitivo», que se pueden realizar en dos escenarios cultuales, el «imperial» y el común. El ritual doméstico involucra principalmente los sacrificios para los progenitores de linajes y es el más importante, mientras que el ritual primitivo involucra los sacrificios para los dioses zoomórficos. El manual de rituales de Qianlong era un intento de adaptar las tradiciones rituales de todos los familiares al estilo de la tradición ritual de los parientes imperiales. Esto fue parcialmente efectivo ya que los cultos comunes fueron preservados y revitalizados con el tiempo.
El ritual ancestral es el mismo en los cultos comunes e imperiales, y se compone de tres momentos principales: el sacrificio del amanecer (chino: chaoji), el sacrificio de la puesta del sol (xiji) y el sacrificio de la extinción de la luz (beidingji) que se celebra a medianoche. Tanto los rituales comunes como los imperiales utilizan el polo de los dioses (chino: 神杆 shéngān o 神柱 shénzhù, manchú: šomo) como medio para establecer la conexión con el Cielo.
Mientras que el ritual doméstico es brillante y armonioso, el primitivo o «salvaje» se asocia con la oscuridad y el misterio. Las deidades implicadas no son las del cielo, la tierra o los antepasados, sino que son deidades crónicas zoomórficas. Con su dependencia de técnicas de éxtasis, el ritual primitivo había sido desalentado durante mucho tiempo por la corte (Hong Taiji lo prohibió ya en 1636).

### Templos y dioses
Los cultos religiosos manchúes tenían lugar originalmente en santuarios llamados tangse (chino: 堂子 tángzi; o 谒庙 yèmiào, «templo de visita»), pero al menos hacia el 1673 todos los tangse comunales estaban prohibidos con la excepción del edificio de culto imperial. Los hogares continuaban sus rituales en altares privados llamados weceku.
Los cultos comunes adoptaron gradualmente deidades de la religión tradicional china además de los dioses tungús. Guan Yu (关帝 Guāndì, Divus Guan), cuyo carácter marcial apelaba a los manchués, se convirtió en una de las deidades más queridas. Otro culto popular fue el de la diosa (娘娘 Niángniáng).